# Heterozygotie
Heterozygotie ist die Mischerbigkeit in Bezug auf ein genetisches Merkmal. Ein Individuum mit zwei Chromosomensätzen (diploid) ist mischerbig oder heterozygot in Bezug auf dieses Merkmal, wenn ein Gen in diesen Chromosomensätzen in zwei verschiedenen Ausprägungen (Allelen) vorliegt. Ist das eine Allel gegenüber dem anderen Allel dominant, dann wird das durch dieses Allel geprägte Merkmal im Phänotyp auftreten. Ist keines der Allele dominant, erfolgt eine intermediäre Vererbung. Dann wird der Phänotyp einen Mischtyp darstellen. Das Gegenteil der Mischerbigkeit ist die Reinerbigkeit, auch Homozygotie genannt.

## Verlust der Heterozygotie
Gelegentlich kann es passieren, dass trotz Heterozygotie der Zygote und Rezessivität des Merkmals ein Erscheinungsbild auftritt mit teilweise homozygotem Phänotyp. Dazu kommt es, wenn ein Allel im Verlauf der ontogenetischen Entwicklung verloren geht.
Ein Beispiel dafür ist das Retinoblastom als kindlicher Augentumor, wo der Verlust der Heterozygotie (englisch loss of heterozygosity, LOH) mit einem Verlust von Tumorsuppressorgenen gekoppelt ist. Da für ein autosomales Gen in somatischen Zellen zumeist zwei Allele vorliegen (Ausnahme: X-Inaktivierung), macht sich der Verlust eines Allels, das für Funktionsproteine kodiert, oft erst bemerkbar, wenn im anderen Allel ein Gendefekt vorliegt, der nun nicht mehr durch das zweite kompensiert werden kann. Falls das eine Allel defekt ist (1. hit) – dies kann vererbt (wie bei familiärer adenomatösen Polyposis [FAP], Lynch-Syndrom) oder auch durch spontane Mutationen bedingt sein – führt der Verlust des zweiten Allels (Verlust des heterozygoten Zustands als 2. hit) zum Funktionsverlust, beispielsweise eines Tumorsuppressorgens. Andere Beispiele sind das BRCA1- oder das BRCA2-Gen, die den familiären Brustkrebs verursachen, oder das MSH2-Gen, das sich als das entscheidende DNA-Mismatch-Reparaturproteine beim HNPCC (hereditäres nicht-polypöses Kolonkarzinom) herausgestellt hat.